# Els Copets
Els Copets és una muntanya de 721 metres que es troba al municipi de Castellar de la Ribera, a la comarca catalana del Solsonès. A uns 270 metres al sud-sud-est hi trobem la masia de Les Berques.